# Ladce
Ladce este o comună slovacă, aflată în districtul Ilava din regiunea Trenčín. Localitatea se află la altitudinea de 248 m deasupra n.m., se întinde pe o suprafață de 15,69 km2 și în 2017 număra 2.602 locuitori.

## Istoric
Localitatea Ladce este atestată documentar din 1469.

## Demografie
| An:                | 1994 | 2004   | 2014   | 2024   |
| ------------------ | ---- | ------ | ------ | ------ |
| Număr de persoane: | 2605 | 2561   | 2648   | 2462   |
| Diferență:         |      | −1,68% | +3,39% | −7,02% |

| An:                | 2023 | 2024   |
| ------------------ | ---- | ------ |
| Număr de persoane: | 2482 | 2462   |
| Diferență:         |      | −0,80% |